# 中所得国の罠
中所得国の罠（ちゅうしょとくこくのわな、英：middle income trap）は、開発途上国（発展途上国）が一定規模（中所得）にまで経済発展した後、成長が鈍化し、高所得国と呼ばれる水準には届かなくなる状態ないし傾向を指す通称。2007年に世界銀行が『東アジアのルネッサンス』にて、同現象を形容する言葉として用いたのが初出である。

## 概要
新興国が低賃金の労働力等を背景として飛躍的に経済成長を遂げ、中所得国（一人当たりGDPが3,000ドルから10,000ドル）に達するも、人件費上昇によって工業品の輸出競争力が失われて成長が鈍化する傾向を形容した言葉である。
世界的に見て、この傾向は顕著であり、アルゼンチン、ブラジル、チリ、マレーシア、メキシコ、タイといった国々が高度経済成長を維持することができず、一人当たりGDPが10,000-12,000ドルを突破できない、もしくは時間が掛かった。
こうした傾向は開発経済学でゆるやかに共有されている概念であり、低所得国から中所得国となった国は多いのに対し、中所得国から高所得国となった国は少ない。安定成長を続けた諸国・地域として日本、アメリカ、韓国、香港、シンガポールが挙げられる。2011年にアジア開発銀行が発表した『アジア2050』では2050年には世界全体のGDPの内52％をアジアが占める見通しだが、中所得国の罠に陥った場合には31％に留まるという。
一般に中所得国の罠を回避するためには経済構造の転換が必要だとされる。産業の高度化のほか、「規模の経済」や中産階級の拡大による内需や購買力の上昇も重要視される。また、そのためにはインフラや教育への投資も必要となる。1990年代末に中所得国の罠に陥った韓国や台湾は電機やIT分野で産業の高度化を行い、高所得国入りを果たした。